# Zbigniew Lawrowski
Zbigniew Henryk Lawrowski (ur. 3 stycznia 1925 w Czortkowie, zm. 2012) – polski inżynier mechanik. Absolwent z 1952 Politechniki Wrocławskiej. Od 1989 profesor na Wydziale Mechanicznym Politechniki Wrocławskiej. Odznaczony Złoty Krzyż Zasługi 1970; Krzyż Kawalerski Orderu Odrodzenia Polski 1983; Krzyż Oficerski Orderu Odrodzenia Polski 1996 Medal Komisji Edukacji Narodowej 1990;